# The Crown Prince's Double
The Crown Prince's Double è un film muto del 1915 diretto da Van Dyke Brooke.  Nel cast, Maurice Costello e Norma Talmadge. Tra gli altri interpreti, anche l'attrice Anna Laughlin che, dal 1903 al 1905, era stata sui palcoscenici di Broadway la Dorothy della prima messa in scena de The Wizard of Oz.

## Trama
Per evitare le nozze che gli sono state imposte per ragioni di stato, il principe Oscar di Ostrau approfitta di una rivolta che mette a soqquadro il suo paese per scapparsene all'estero. A Londra, Oscar si dà alla bella vita, prendendo come amante una diva del burlesque. Poi, negli Stati Uniti, sposa Isabelle, la sorella di Peter Hart, un suo amico americano. Quando suo padre, il re Gustavo, viene a sapere di quel matrimonio, spedisce il capo della polizia, barone Agar, incaricato di annullare le nozze e di riportare in patria Oscar. Il principe, Isabelle e Peter riescono a sfuggire al barone e incontrano per caso Barry Lawrence, un disoccupato che assomiglia come una goccia d'acqua ad Oscar. Lo ingaggiano per mille dollari, incaricandolo di confondere le tracce e di mettere su una falsa pista Agar. Ma così facendo, il sosia mette in pericolo Shirley, la sua fidanzata, che viene scambiata da Agar per Isabelle. Oscar, allora, si rivela al barone ma rifiuta di ritornare a casa con lui. Decide, invece, di rinunciare a qualsiasi diritto al trono di Ostrau e di diventare cittadino degli Stati Uniti.

## Produzione
Il film fu prodotto dalla Vitagraph Company of America.

## Distribuzione
Distribuito dalla V-L-S-E, il film fu presentato in prima al Vitagraph Theatre di New York il 26 dicembre 1915; uscì poi nelle sale il 7 febbraio 1916. Il film è considerato perduto.